# Nicoleta Daniela Șofronie
Nicoleta Daniela Șofronie (Costanza, 12 febbraio 1988) è un'ex ginnasta rumena.
Inizia a fare ginnastica nel 1992. Partecipa ai Giochi olimpici di Atene del 2004 vincendo un oro e un argento. Nello stesso anno agli europei vince un oro e un argento.